# 盛大里奇 (佛罗里达州)
盛大里奇（英語：Grand Ridge），是美国佛罗里达州傑克遜縣下属的一座城镇。建立于1951年。面积约为5.8平方公里（约合2.3平方英里）。根据2010年美国人口普查，该市有人口892人。论人口在本州排行第336。